# 滝尾百穴横穴古墳群
滝尾百穴横穴古墳群（たきおひゃっけつよこあなこふんぐん）は、大分県大分市羽田にある古墳時代後期後半の横穴墓群。滝尾百穴とも呼ばれる。大分市の史跡に指定されている。

## 概要
大分市立滝尾中学校のグラウンドの北側にある火山灰層の崖に、様々な大きさの75基の横穴墓が3-4段に並んでいる。横穴墓の蓋部は崩壊して現存していない。横穴墓には多くのバリエーションがある。平面形状は正方形のもの、長方形のものがあり、天井の形状もドーム状、かまぼこ状、鴨居のような意匠のある妻入り家形、寄せ棟形等がある。また、床面に棺台があるものや、羨道の片方に袖石を有するものもある。
本横穴古墳群は、集団墓的な性質を持つ家族墓であると考えられている。

## 交通
- バス - 大分バス 萩原・アクロス前・パークプレイス・パークシティ明野・南下郡行きで米良バイパス入口下車。徒歩約10分[3]。